# يوتو موري
يوتو موري (باليابانية: 森 勇人) (21 أبريل 1995 في أنجو في اليابان – )؛ هو لاعب كرة قدم ياباني سابق كان يلعب كلاعب وسط.

## وصلات خارجية
- يوتو موري على موقع رابطة كرة القدم اليابانية للمحترفين (اليابانية)
- يوتو موري على موقع قاعدة بيانات كرة القدم.إي يو (الإنجليزية)
- يوتو موري على موقع Soccerway.com (الإنجليزية)
- يوتو موري على موقع عالم كرة القدم.نت (الإنجليزية)
- يوتو موري على موقع كووورة